# Марков манастир
Марков манастир је српски манастир Старе Србије (данас Северна Македонија) који се налази у селу Маркова Сушица, 18 километара јужно од Скопља у сутјесци Маркове реке. Име је добио по Марку Мрњавчевићу или "Марку Краљевићу". Породична је задужбина српских краљева Мрњавчевића.

## Историја
Манастир је посвећен Светом Димитрију, а име је добио по српском народном јунаку Краљевићу Марку. Манастир је изграђен 1345. године о чему сведочи и натпис на јужном улазу у манастир. Манастир Св. Димитрија налазио се 12 километара далеко од Скопља, у селу Сухој реци или Сушици. Ктитор цркве је био српски краљ Вукашин, а изградња је завршена за време његовог сина Марка, између 1366—1372. године. На црквеном полијелеју је урезан натпис из 1367—1371. године у којем се помиње краљ Вукашин. У црквеном трему су до краја 19. века били живописани зидови, и ту су се налазиле представе ктитора. Њих су видели ранији посетиоци, од којих је Срећковић и записао натписе поред ликова ктитора. Изнад главе оца писало је: "В Христа Бога благоверни краљ Влкашин", а изнад синове главе - "В Христа благоверни син превисокога краља Влкашина ктитор Марко". Бугарски "пропагандисти" су га међутим касније уништили, премазали масном бојом, да би прикрили српске трагове. Било је то 1894. године по наредби бугарског митрополита Максима из Скопља. По Панти Срећковићу: била је то породична црква Мрњавчевића, који су ту највероватније и били сахрањени - отац и син, Вукашин и Марко. У прилог томе сведочи и једна молба Срба Старе Србије из 1877. године, писана за Сан-Стефанску конференцију о границама. Поменути Срећковић је нашао и оштећене натписе на надгробним плочама, "јер су људи и време покварили те гробове", од којих се могао рашчитати само склоњени део. Препис натписа је публикован у "Гласнику": "В Христа Бога благоверни краљ Марко и ктитор светога храма...вечна му памјат." Сачуван део камене плоче који сведочи да је била на Марковом гробу, био је узидан у зид манастирске нове кухиње, да би био спашен од уништења. Руски конзул у Скопљу, Јастребов је касније у свом извештају Српском ученом друштву, потврдио да су сви Пантини преписи били веродостојни.
Црква је основе уписаног крста развијеног типа са куполом и припратом са слепом калотом, која делује као крајњи западни травеј. Грађена је наизменичним ређањем камена и опеке. Унутрашњост красе камени осмоугаони стубови и првобитна камена олтарска преграда. Програм фреско-декорације поред уобичајених циклуса садржи веома развијену илустрацију Акатиста, занимљиво конципован Календар, житија Светог Николе и Светог Димитрија, представу Небеског двора надахнуту стиховима 44/45. и 92/93. псалма, и Небеску литургију у олтару.
Богатство тема и садржаја допуњују представе мртвог Христа кога оплакује Богородица, Христа-Логоса који сећа на Соломонов текст о Премудрости и две ктиторске композиције: на северном зиду припрате краљ Вукашин, уз жену Јелену и сина Марка, предаје модел Храма Св. Димитрију, док су поред јужног улаза споља насликани Вукашин и Марко који држећи велики оковани рог старозаветних царева подсећа да је он „Други Давид“.
Дело је то двеју група мајстора. Једнима је блиска наглашена драматика гестова и покрета, мистична светлост, заобљени облици, акцентован израз. Други, опет, широким намазима четке, уз акценте светлости дате белом бојом, повећањем димензија ликова инсистирају на скоро декоративној експресивности.
Први су пристигли из Охрида. Њима су позната уметничка збивања у Цариграду и Солуну, други су наставак и врхунац оних тенденција које су омиљене по манастирским црквама Србије XIV века.
Панта Срећковић пише да је Стефан Урош V сахрањен у манастиру Св. Димитрија, код села Малчиште и поред реке Шареника, а то је Марков манастир. У олтару цркве је Иван Јастребов нашао плочу без натписа са изрезаним на њој двоглавим белим орлом.

## Братство
Кирил Пејчиновић је био 1801-1817. године игуман Марковог манастира, где је прешао из Кичевског манастира.
Када је српски историчар Панта Срећковић посетио манастир 1873. године, ту је било очајно стање. Он пише у извештају Српском ученом друштву: "Калуђера ту нема. Био је један најгрознији пијаница, па отумарао." Манастир је чувала једна сељачка породица са двоје деце, "а надгледају га сви благочестиви Сухоречани". Ноћивао је у Марковим старим конацима, који су били откривени, без крова, ко зна кад порушеног.